# Guadalupezeebeer
De Guadalupezeebeer (Arctocephalus townsendi) is een soort oorrob uit de onderfamilie der zeeberen (Arctocephalinae). Het dier wordt vaak Guadeloupezeebeer genoemd. De soort komt echter niet voor op het Caribische eiland Guadeloupe, maar op het Pacifische Isla Guadalupe, een eilandje voor de westkust van Mexico. De soort is nauw verwant aan de Juan Fernández-zeebeer (Arctocephalus philippii).

## Beschrijving
Mannetjes worden ongeveer 180 à 190 centimeter lang en 100 tot 170 kilogram zwaar. Vrouwtjes worden ongeveer 120 tot 140 centimeter lang en 45 tot 55 kilogram zwaar.
Het volwassen mannetje is donker grijzig bruin tot grijzig zwart van kleur. De haartoppen in de manen zijn vaak lichter van kleur, waardoor een gedeelte van de kop en de nek geelbruin of grijsbruin van kleur lijkt. Ook heeft het mannetje een grotere kop, met een lange, puntige snuit. Vrouwtjes zijn donker grijzig bruin tot grijzig zwart van kleur, met een lichtere buikzijde. De borst en hals is bij vrouwtjes roomkleurig grijs.

## Voedsel en voortplanting
De Guadalupezeebeer eet onder andere pijlinktvissen en lantaarnvissen.
Tussen midden juni en juli of augustus vindt de voortplantingstijd plaats. Dieren verzamelen zich op de voortplantingsstranden om te werpen en te paren. Ze komen enkel in die tijd aan land, buiten de voortplantingstijd leven de dieren op zee. Mannetjes keren waarschijnlijk jaarlijks terug naar hetzelfde territorium.
De zeeberen hebben een voorkeur voor rotskusten met overhangende rotsen of grotten als werpgrond. Het vrouwtje krijgt één jong per worp, drie tot zes dagen nadat zij het water heeft verlaten. De meeste jongen worden al in het begin van de paartijd, midden of eind juni, geboren. Het jong kan al direct na de geboorte zwemmen, maar zal dit enkel in geval van nood doen. Het vrouwtje paart zeven tot tien dagen na te hebben geworpen. Ze ondergaat na de geboorte van het jong foerageertripjes die twee tot zes dagen kunnen duren. Ze bezoekt het jong enkel voor een korte tijd om het te laten zogen. Het jong wordt acht tot elf maanden lang gezoogd. Vrouwtjes en jonge dieren blijven na de voortplantingstijd rond het strand, de mannetjes zwerven verder weg.

## Verspreiding
De Guadalupezeebeer plant zich tegenwoordig enkel voort op de rotsige kusten van Isla Guadalupe, een eiland voor de westkust van Neder-Californië, Mexico. Vroeger kwam hij ook voor op eilandjes voor de kust van Californië, VS. Verdwaalde dieren worden aangetroffen langs de kust van Californië, Mexico en in de Golf van Californië.

## Bedreiging
Tegenwoordig bestaat de totale populatie uit zo'n 20.000 individuen (2010). In de negentiende eeuw was de soort echter bijna uitgestorven door zeehondenjagers, die op de dieren voor de pels jaagden. In 1892 waren er nog maar zeven individuen bekend en rond 1900 werd de soort zelfs als uitgestorven beschouwd. In 1928 werden echter twee mannetjes ontdekt, die werden verkocht aan de San Diego Zoo. Vanaf dat moment werden soms weer zeeberen waargenomen. In 1954 werd zelfs een groep van veertien dieren gevonden op Guadalupe. In 1975 riep Mexico Guadalupe uit tot beschermd gebied en de populatie groeide gestaag. Toch is de soort nog steeds niet veilig. Het kleine verspreidingsgebied maakt de soort gevoelig voor rampen en andere verstoringen.